# Sigulda
Sigulda (spotykana też niegdyś pisownia Siggulda; niem. Segewold, dawniej pol. Zygwold) – miasto na Łotwie (10,6 tys. mieszkańców w 2005), ok. 50 km na północny wschód od Rygi, na skraju łotewskiego Parku Narodowego Gauja – tak zwanej „Szwajcarii Łotewskiej”, nad wąwozem rzeki Gauja. Ośrodek turystyczny, kurort, miejsce uprawiania sportów zimowych (tor bobslejowy, wyciągi narciarskie); stacja kolejowa Sigulda. 

## Historia
W średniowieczu Krzyżacy w swoim marszu z Prus Wschodnich przez Liwonię na północ opanowali m.in. dolinę rzeki Gauja i wybudowali ciąg warownych zamków kontrolujących okolicę. Jednemu z nich nadali niem. nazwę Siegewald („Las zwycięstwa”, później Segewald lub Segewold), stąd współczesna łotewska nazwa tego miasta. Znajdująca się poniżej miasta jaskinia w piaskowcu nosi nazwę Petershoehle.
Na początku wojny inflanckiej zamek został uszkodzony. W 1562 roku stał się częścią Księstwa Inflant, a od 1566 roku rezydencją namiestnika Inflant Jana Hieronimowicza Chodkiewicza. Pod koniec XVI wieku Polacy naprawili zamek i otaczające go budynki. Podczas kolejnej wojny polsko-szwedzkiej zamek został poważnie uszkodzony. 
W pobliżu ruin średniowiecznej warowni w 1881 zbudowano pałac zwany Nowym Zamkiem, który można podziwiać do dzisiaj.
Stanisław Stadnicki, zwany „diabłem łańcuckim”, sławny warchoł i wpływowy szlachcic, otrzymał Siguldę od króla jako starostwo i zwał się odtąd "starostą zygwulskim".

## Zabytki
- Zamek Sigulda z XIII wieku
- Pałac "Nowy Zamek" w Siguldzie w stylu neogotyckim

## Sport
Sigulda znana jest z toru bobslejowego. Z racji braku takiego obiektu w Polsce, Polacy ćwiczą na torze w tej miejscowości. Na torze istnieje także możliwość przejazdu prawdziwym bobslejem (z pilotem, przy mniejszych prędkościach niż profesjonaliści) dla osób odwiedzających.
Znajduje się tu także kompleks skoczni narciarskich Valmiera oraz kolej linowa nad Gawią.

## Pobliskie miejscowości
Turaida

## Galeria

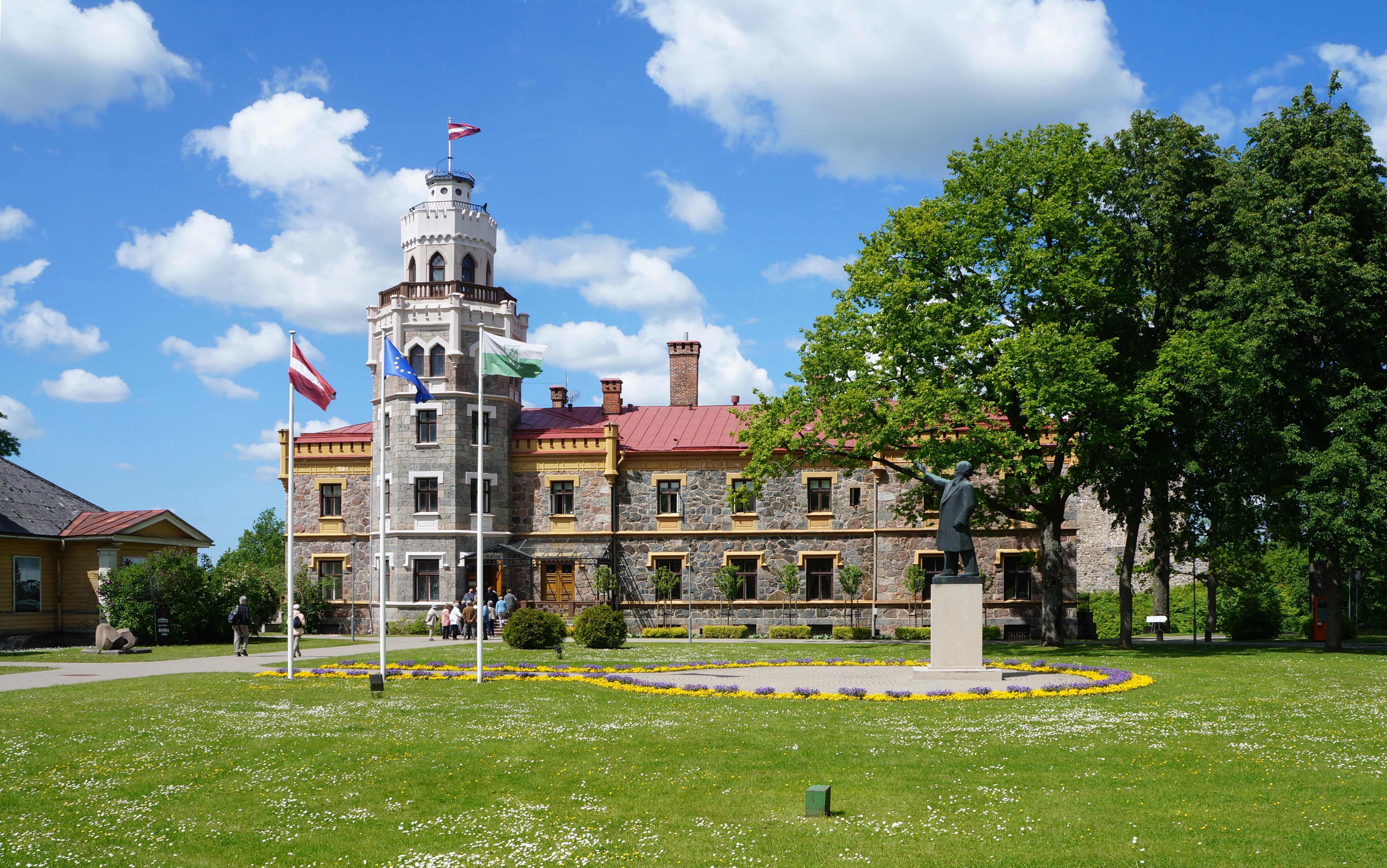
Pałac "Nowy Zamek"
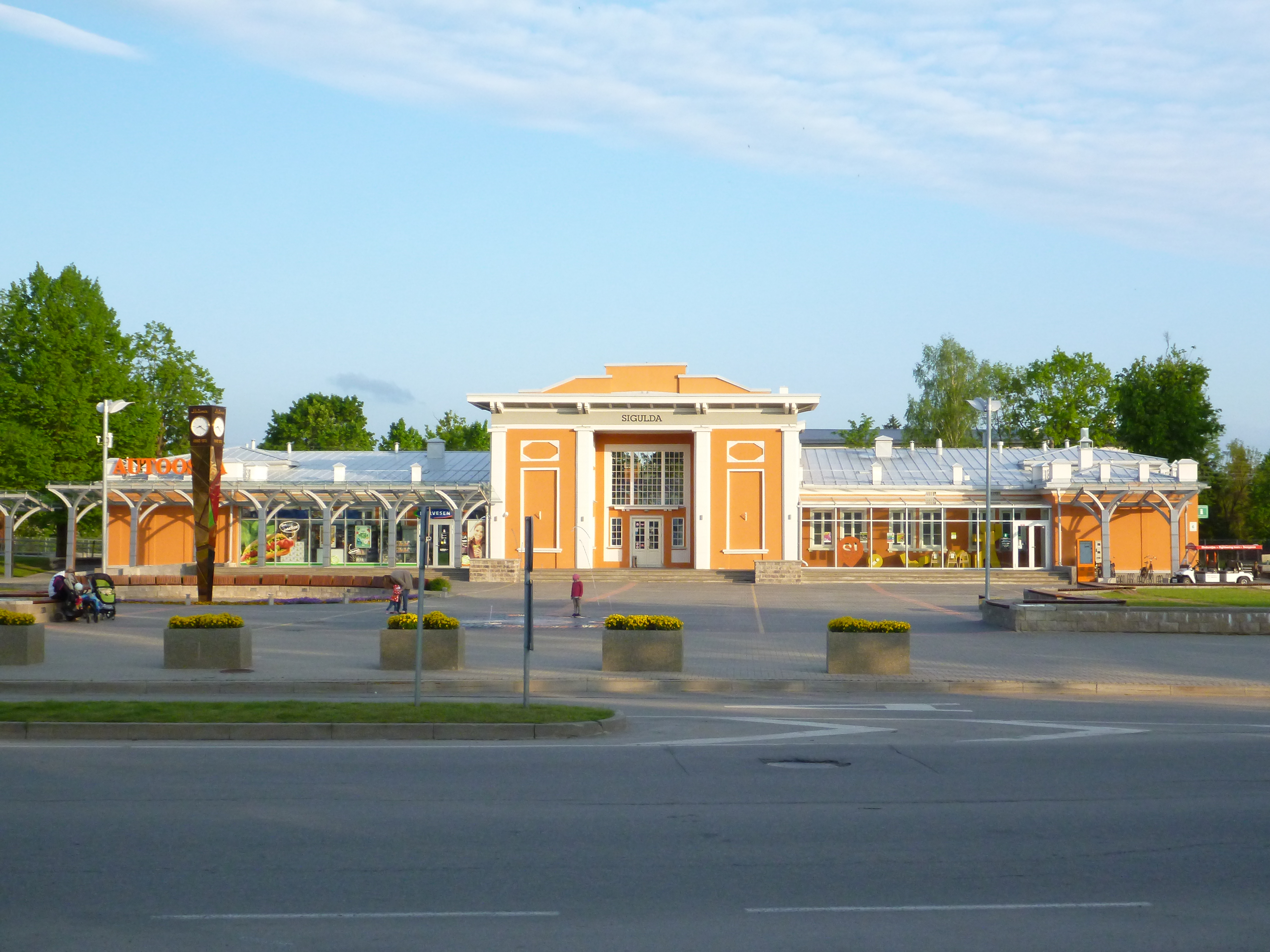
Dworzec kolejowy
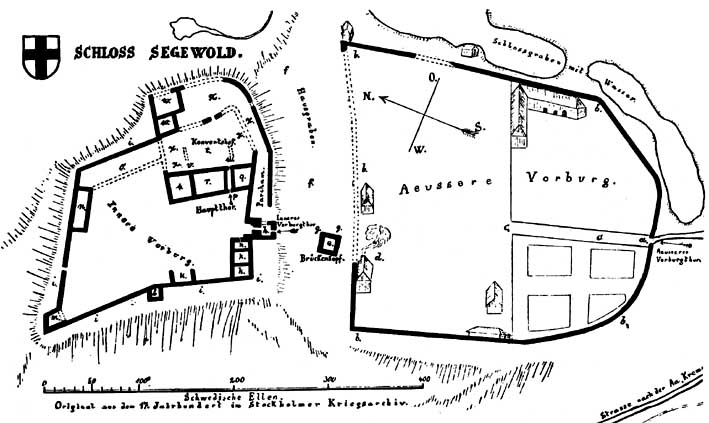
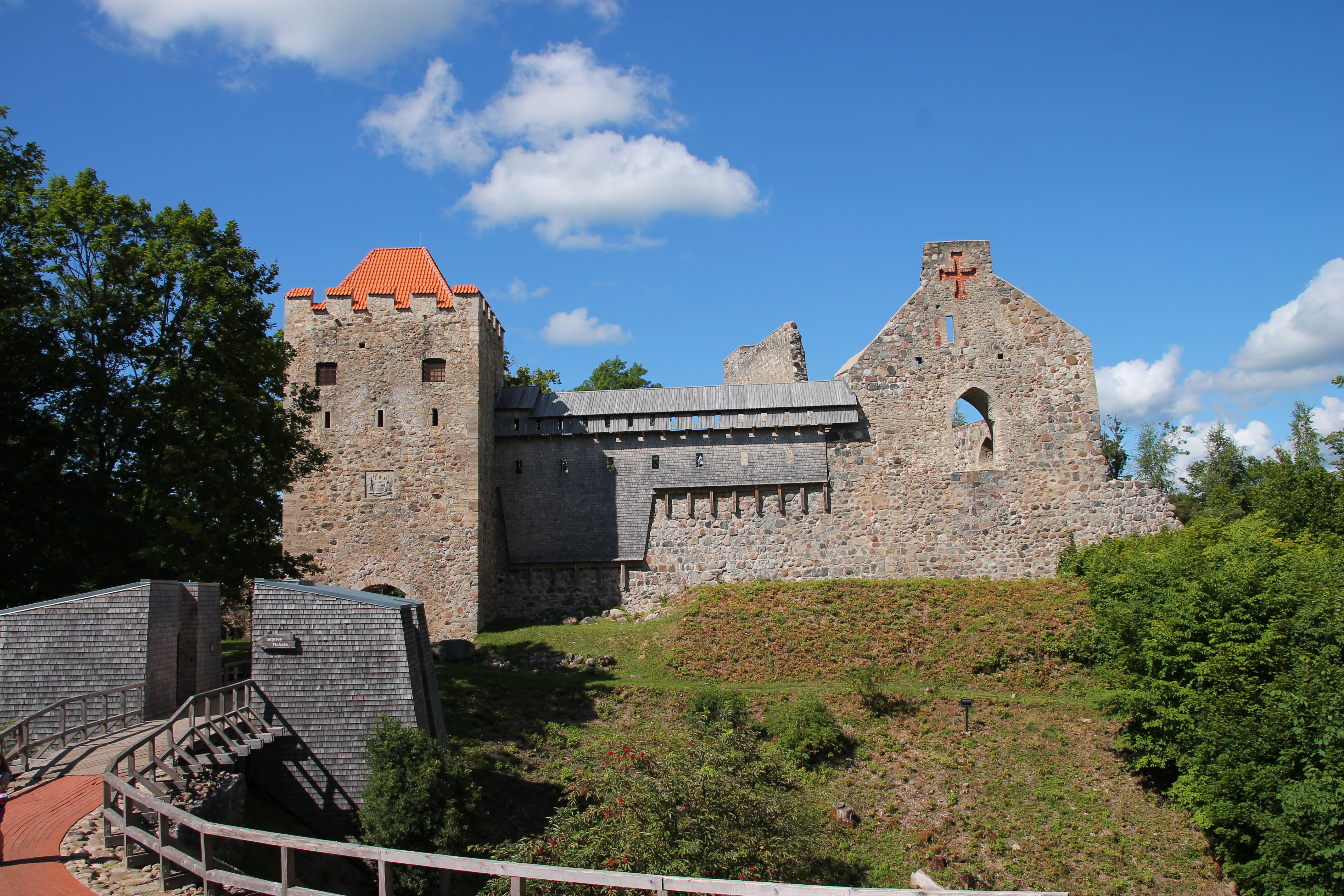
Stary Zamek

## Współpraca
Miejscowości partnerskie:
- Altea, Hiszpania
- Bad Kötzting, Niemcy
- Bellagio, Włochy
- Bundoran, Irlandia
- Chojna, Polska
- Granville, Francja
- Holstebro, Dania
- Houffalize, Belgia
- Judenburg, Austria
- Karkkila, Finlandia
- Kőszeg, Węgry
- Marsaskala, Malta
- Meerssen, Holandia
- Niederanven, Luksemburg
- Oxelösund, Szwecja
- Preny, Litwa
- Preweza, Grecja
- Sesimbra, Portugalia
- Türi, Estonia
- Sherborne, Wielka Brytania
- Sušice, Czechy
- Zwoleń, Słowacja